# Xã Big Spring, Quận Shelby, Illinois
Xã Big Spring (tiếng Anh: Big Spring Township) là một xã thuộc quận Shelby, tiểu bang Illinois, Hoa Kỳ. Năm 2010, dân số của xã này là 698 người.